# Professor Bernhardi
Professor Bernhardi ist ein Drama Arthur Schnitzlers, das (im Beisein des Autors) am 28. November 1912 im Kleinen Theater, Berlin, mit Bruno Decarli als Bernhardi und Alfred Abel als Kaplan erfolgreich uraufgeführt wurde. Wegen des systemkritischen Inhalts waren Aufführungen in der Donaumonarchie bis zu deren Zerfall, 1918, verboten. Das Stück kam nach Kriegsende, am 21. Dezember 1918, in der Regie von Alfred Bernau am Deutschen Volkstheater in Wien zur Aufführung.

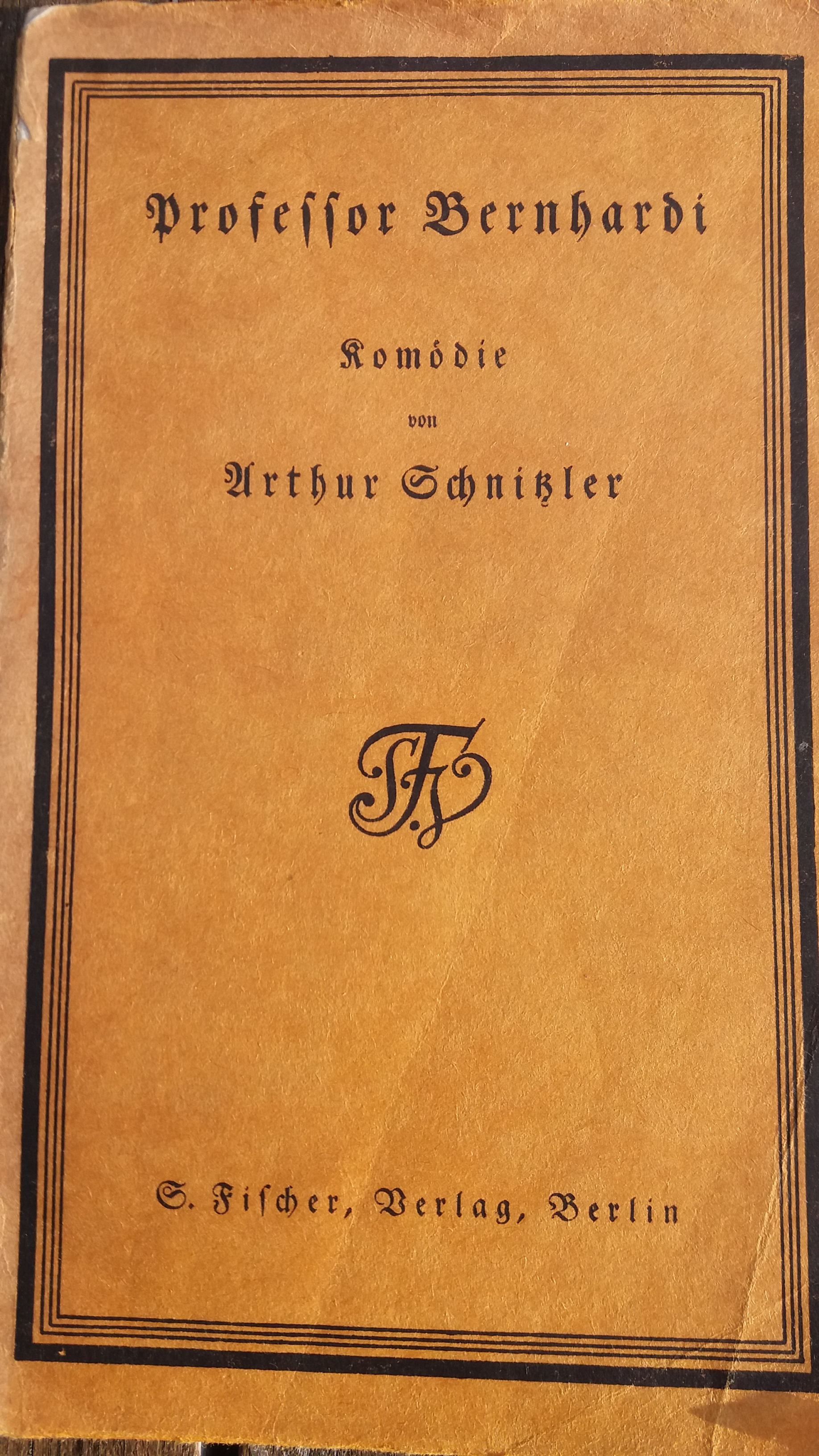
Deckblatt der Erstausgabe von Arthur Schnitzlers Professor Bernhardi

## Inhalt
Um 1900 befindet sich die junge Philomena Bejer infolge einer Abtreibung in kritischem Zustand im „Elisabethinum“, einem Wiener Spital. Der jüdische oder jüdischstämmige Klinikleiter Professor Bernhardi verbietet einem katholischen Priester, ihr das Sterbesakrament zu spenden, weil die euphorische Patientin nicht weiß, dass sie sterben wird, und er ihr die Todesangst ersparen will. Während einer Auseinandersetzung zwischen beiden verstirbt die Kranke, als sie von einer Krankenschwester von der Präsenz eines Geistlichen erfährt. 
Professor Bernhardi erwägt, sich von seinem Verhalten zu distanzieren, entscheidet sich aber dagegen, nachdem er nun von seinen christlichen bzw. nichtjüdischen Kollegen zusehends ausgegrenzt wird. Die Sache erreicht eine politische Dimension, als eine nicht namentlich genannte Parlamentspartei den Vorfall nutzt, eine klerikal argumentierte parlamentarische Anfrage an den Unterrichtsminister zu stellen. 
Bernhardi war zudem nicht auf den von seinem Stellvertreter und Konkurrenten, dem deutschnationalen Ebenwald, vorgeschlagenen „Handel“ eingegangen, bei der Neubesetzung einer Institutsstelle für Ebenwalds Kandidaten zu stimmen statt für den besser qualifizierten jüdischen Arzt Dr. Wenger. 
Der neue Unterrichtsminister, ein ehemaliger Kollege, Freund sowie auch Widersacher Bernhardis, sagt ihm grundsätzlich Unterstützung zu, wendet sich in der Beantwortung der parlamentarischen Anfrage aber gegen ihn. Ein Gerichtsverfahren wegen Religionsstörung wird angekündigt – im Einvernehmen zwischen Unterrichts- und Justizminister.
Bernhardi kündigt noch vor Prozessbeginn seine Direktorenstelle, will aber vorerst noch als Abteilungsleiter im Elisabethinum verbleiben.
Im Prozess sagt die Krankenschwester über Bernhardi falsch aus, er habe den Priester körperlich angegriffen. Die Aussagen seiner Kollegen, die während des Vorfalls anwesend waren, werden wegen der angeblichen jüdischen Solidarität unbeachtet gelassen. Bernhardi wird die Ausübung des ärztlichen Berufes verboten, und er wird zu zwei Monaten Kerker verurteilt.
Nach dem Prozess besucht der Priester Bernhardi und teilt ihm mit, dass er im Prozess an seiner Seite gestanden habe. Als Bernhardi fragt, wieso er das nicht früher, vor der Verurteilung, gesagt habe, erklärt dieser, dass das Interesse der Kirche im Vordergrund stehe und ein Fiasko vor Gericht ihr Schaden zugefügt hätte. Als Bernhardi einwendet, dass er an erster Stelle verpflichtet sei, nicht zu lügen, verlangt dieser von ihm erfolglos das Zugeständnis, dass er nicht nur aus ärztlichem Interesse, sondern auch aus Hass gegenüber der Kirche gehandelt habe.
Nach dem Ende seiner Haftstrafe wird Bernhardi zur Galionsfigur der Liberalen. Es wird klar, dass Bernhardi aufgrund seiner Verurteilung sowohl den Rang des Professors als auch den Doktorgrad und somit das Recht der Berufsausübung als Arzt verloren hat. 
Vorgeblich, eine Möglichkeit der Berufsausübung erbitten zu wollen, begibt sich Bernhardi zum Unterrichtsminister. Dieser sagt scheinbar zu, doch zeigt es sich, dass er nicht beabsichtigt, ihm wieder zum Doktorgrad zu verhelfen. Das Gespräch eskaliert, der Zuschauer gewinnt den Eindruck, Bernhardi wäre eigentlich zum Unterrichtsminister gekommen, um ihm seine Haltung vorzuwerfen.

## Figuren
- Professor Bernhardi: jüdischer oder jüdischstämmiger Intellektueller. Leiter des Elisabethinums ohne erkennbares Interesse an Ideologien oder Religionen. Vermeintlich lagerfrei, objektiv und um Ausgleich bemüht. Stimmt im Elisabethinum zu, den deutschnationalen Professor Ebenwald als Abteilungsleiter aufzunehmen und anzustellen.
- Professor Ebenwald: Vizedirektor des Elisabethinums. Wird nach Bernhardis Rücktritt zum Leiter. Ebenwald ist grundsätzlich deutschnational und damit antiklerikal, hat einen Vetter im Parlament, der vermutlich der klerikalen Partei angehört. Obwohl viele Juden in Österreich ebenfalls deutschnational waren, entscheidet sich Ebenwald zur Unterstützung der Klerikalen und gegen „den Juden“ Bernhardi. Sein Antisemitismus gewinnt daher die Oberhand über den Antiklerikalismus seiner Gesinnung oder anders gesagt, er bedient sich der Klerikalen und ihrer Anliegen, Juden zu beschädigen.
- Professor Flint: k. k. Minister für Kultus und Unterricht, ordentlicher Universitätsprofessor für Medizin und Jugendfreund von Bernhardi, später sein Gegner. Flint ist ideologiefrei, also weder deutschnational, klerikal oder liberal (Codewort für judenfreundlich), sondern nur seinen eigenen Ergebniszielen verpflichtet, die er mit Opportunismus zu erreichen versucht. Flint steht als Sinnbild für das moralfreie Streben nach Ergebnissen.
- Oskar Bernhardi: Sohn von Professor Bernhardi. Assistenzarzt im Elisabethinum. Die Rolle ist im Stück weitgehend unerheblich, erinnert aber daran, dass auch Arthur Schnitzler Assistenzarzt in der Klinik seines Vaters war. Ebenso wie Arthur Schnitzler betätigt sich auch Oskar Bernhardi künstlerisch: Während Schnitzler schriftstellerisch arbeitet, komponiert Bernhardi einen Wiener Walzer zum alljährlichen Ball des Elisabethinums.

## Thema
In ausführlichen Dialogen adressiert es den Antisemitismus, Probleme der Ethik und der Jurisprudenz sowie des Katholizismus. Primär geht es aber um das Navigieren zwischen Ethik und dem Machbaren. Die Spannungen zwischen Juden und Christklerikalen dienen dem Autor dazu, die eigentlichen Handlungsziele zu kolorieren: Soll man individuell richtig und ethisch handeln – wie Bernhardi – oder soll man kollektive, große Ziele verfolgen. Schnitzlers Text spricht für die Ablehnung von Kollektivzielen unter Missachtung persönlicher Ethik.
Als Vorbild des „Elisabethinums“ diente Schnitzler die Allgemeine Poliklinik Wien. Schnitzler – selbst Jude – hatte als junger Arzt an der Poliklinik gearbeitet, sein Vater Johann Schnitzler leitete das Krankenhaus bis zu seinem Tod im Jahr 1893. Als Vorlage für Professor Ebenwald verwendete Schnitzler den deutschnationalen Professor Julius Hochenegg.
Bis zum Zerfall der Habsburgermonarchie 1918 war das Stück in Österreich verboten. Auch ab den 1930er Jahren wurde das Stück dann vor allem in Österreich und im Deutschen Reich kaum oder gar nicht mehr aufgeführt, auch nach 1945 im deutschen Sprachraum (inkl. Österreich und der Schweiz) eher selten. In Wien wird es seit etwa 1980 als Metapher auf den Untergang des Abendlandes gedeutet, darunter kann einerseits der Zerfall der gleichermaßen polyglott-liberal, deutschnational- und klerikal-geprägten Donaumonarchie verstanden werden, andererseits auch das Erstarken eines politischen Antisemitismus, des Nährbodens der hitlerischen Gesinnung.

## Ausgaben
- Erstausgabe: Professor Bernhardi. Komödie in fünf Akten. Berlin: S. Fischer Verlag 1912, Internet Archive
- Professor Bernhardi. Digitale historisch-kritische Ausgabe von Judith Beniston mit Gregor Babelotzky, Julia Glunk, Kaltërina Latifi, Annja Neumann, Andrew Webber. London, Cambridge 2024 ff, online.

## Verfilmungen
- 1962: Professor Bernhardi (ORF) Regie und Produktion: Erich Neuberg, mit Leopold Rudolf (Bernhardi), Fred Liewehr (Filitz), Franz Stoss (Ebenwald), Attila Hörbiger (Pflugfelder), Karl Ehmann (Cyprian), Erik Frey (Minister Flint), Robert Lindner (Hofrat Winkler), Michael Heltau (Dr. Oskar Bernhardi), Hans Holt (Priester), Fritz Muliar (Schreimann), Kurt Nachmann (Rechtsanwalt), Erich Padalewski (Oskar), Guido Wieland (Adler), Michael Janisch (Hochroitzpointner), Heinrich Trimbur (Löwenstein), Franz Messner (Feuerstein), Peter Weihs (Wenger), Peter Gerhard (Tugendvetter), Helli Servi (Schwester Ludmilla). Zum 100. Geburtstag des Autors produzierte Erich Neuberg die Inszenierung von Schnitzlers Sohn Heinrich Schnitzler aus dem Jahr 1961 für das Fernsehen.
- 1964: Professor Bernhardi (ZDF) Regie: Peter Beauvais, mit Karl Paryla (Bernhardi), Romuald Pekny (Minister Flint), Heinrich Schweiger (Hofrat Winkler), Thomas Holtzmann (Priester), Otto Tausig (Adler), Elisabeth Orth (Schwester Ludmilla).
- 1981: Professor Bernhardi (ORF, Aufzeichnung einer Aufführung aus dem Wiener Burgtheater) Regie: Angelika Hurwicz, mit Norbert Kappen (Bernhardi), Erich Auer (Minister Flint), Rudolf Melichar (Hofrat Winkler), Karlheinz Hackl (Priester), Kurt Sowinetz (Ebenwald), Wolfgang Hübsch (Filitz), Robert Meyer (Hochroitzpointner).
- 1986: Professor Bernhardi (ZDF, Aufzeichnung einer Aufführung des Residenztheaters München) Regie: Volker Hesse, mit Wolfgang Hinze (Bernhardi), Horst Sachtleben (Ebenwald), Klaus Herm (Cyprian), Hans Quest (Pflugfelder), Hans Stetter (Filitz), Alois Strempel (Tugendvetter), Franz Kollasch (Löwenstein), Wolfgang Reinbacher (Schreimann), Herbert Rhom (Adler), Ulrich Matthes (Dr. Oskar Bernhardi), Beat Knoll (Dr. Kurt Pflugfelder), Elisabeth Niederer (Ludmilla), Edgar Walter (Flint), Daniel Friedrich (Pfarrer).[4]
- 1988: Professor Bernhardi (Aufzeichnung einer Aufführung aus dem Wiener Theater in der Josefstadt) Regie: Otto Schenk; mit Michael Degen, Sieghardt Rupp, Kurt Sobotka, Eugen Stark, Franz Stoss.
- 2016: Professor Bernhardi (Aufzeichnung einer Aufführung aus der Berliner Schaubühne am Lehniner Platz) Regie: Thomas Ostermeier[5]